# Cúcuta
Cúcuta (oficialment, San José de Cúcuta) és una ciutat colombiana situada al costat de la frontera amb Veneçuela, capital del departament de Norte de Santander. El 2005 Cúcuta tenia 585.543 habitants, sent el sisè municipi més poblat del país. Està localitzada al nord de Colòmbia, a 320 metres sobre el nivell del mar. El seu aeroport, l'Aeroport Internacional Camilo Daza, és dels més importants del país.

## Persones il·lustres
- James Rodríguez, futbolista